# الضريح الروماني بسيدي بوضياف

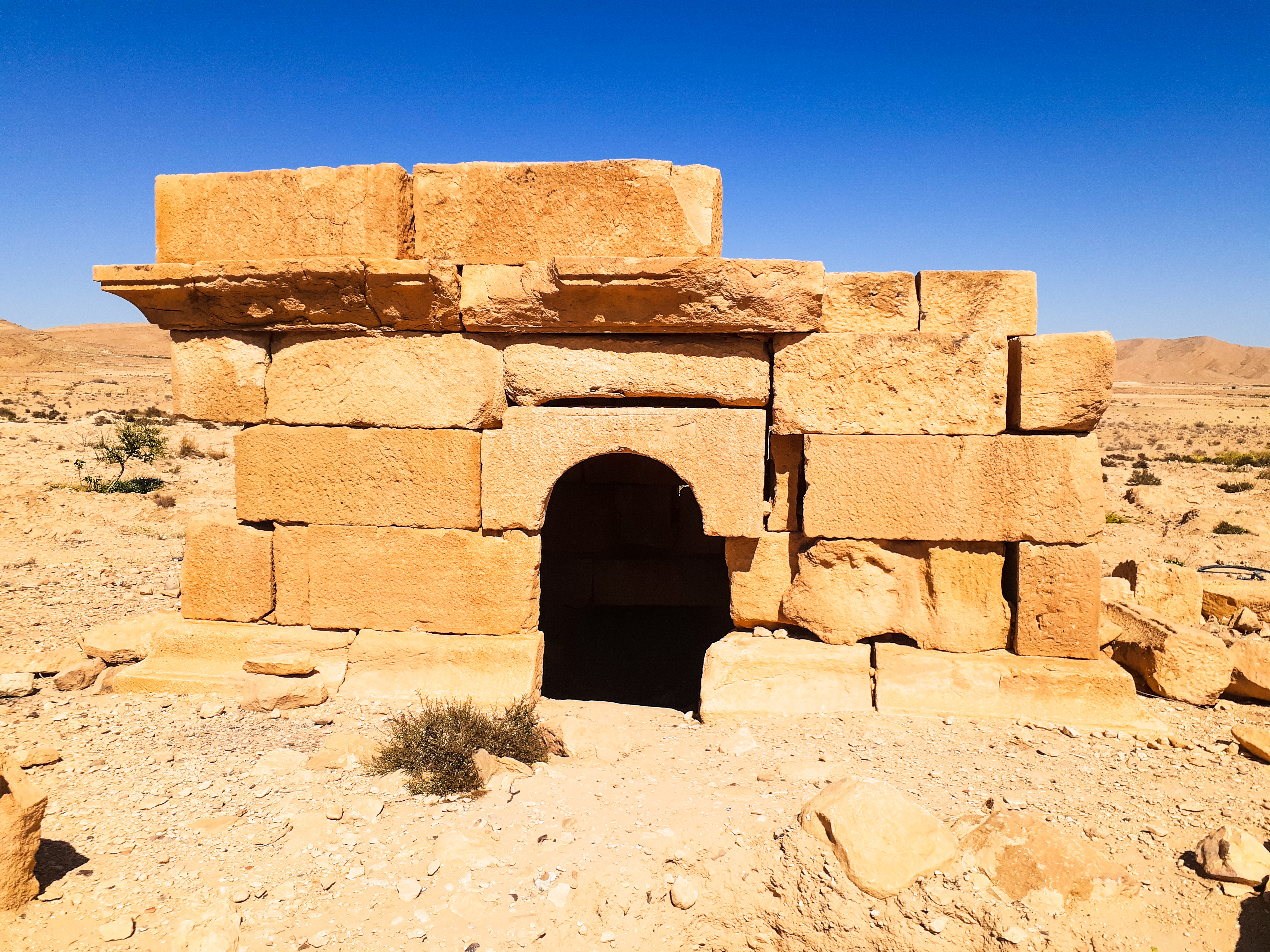

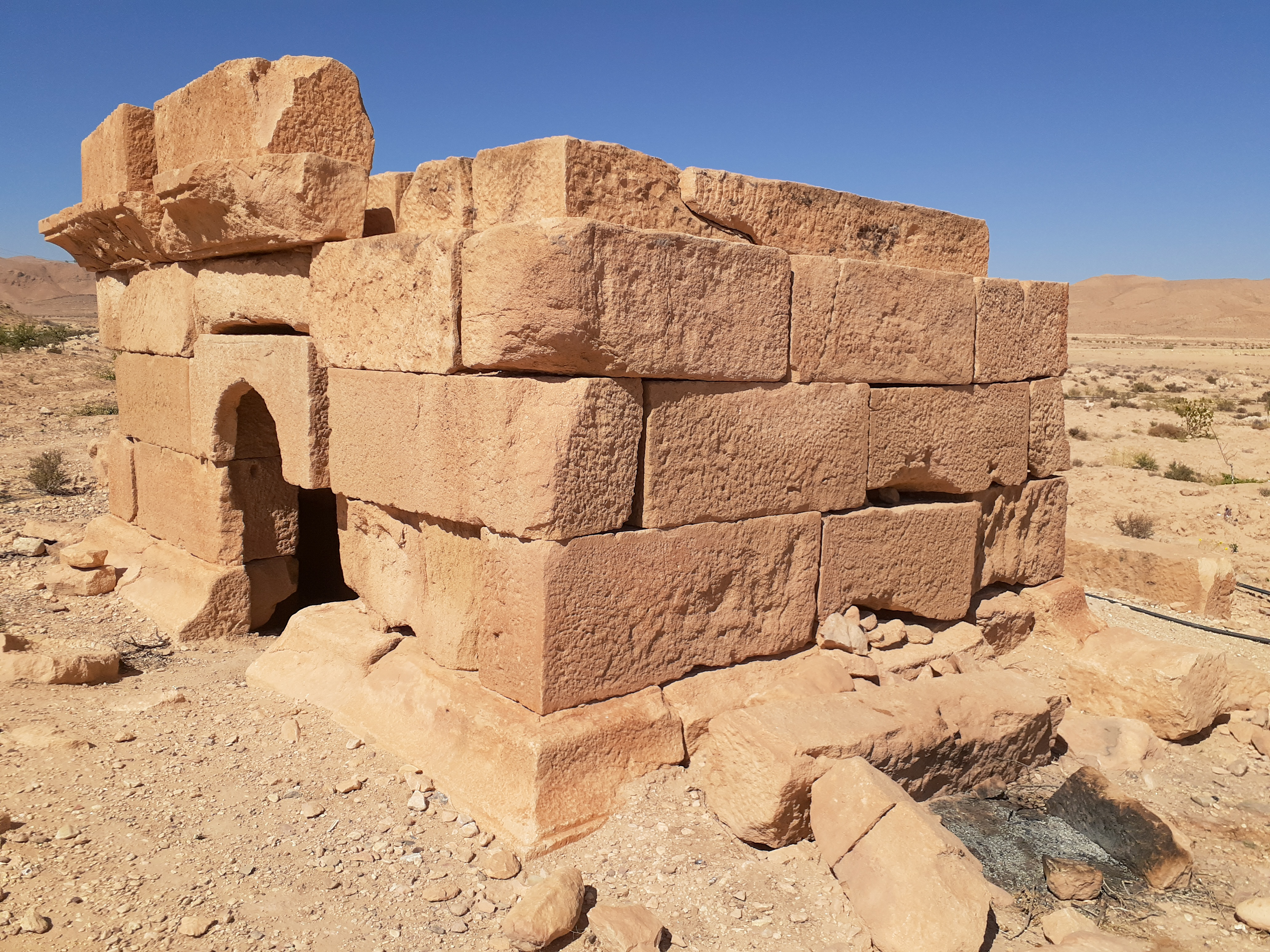

| اسم    = الضريح الروماني بسيدي بوضياف
```
| صورة   = 
| تعليق  =
| نوع   = ضريح
| معماري    = 
| ارتفاع    = 
| تاريخ البناء   = 
| افتتاح    = 
| مالك    = 
| تصنيف   = 
| موقع    = 
| بلد     = 
 
تونس
 
| مدينة   = 
قفصة

| خريطة البلد = تونس
| دائرة عرض  = 
| خط طول     = 
```

}}
الضريح الروماني بسيدي بوضياف  هو معلم أثري تونسي مصنف من قبل المعهد الوطني للتراث يقع في ولاية قفصة في الجنوب الغربي التونسي، تحديدا في مدينة مدينة ام العراىس في منطقة سيدي بوضياف الحدودية مع الجزاىر تم تصنيف المعلم في يوم 16 نوفمبر 1928.

## مقالات ذات صلة
- قائمة المعالم الأثرية المصنفة في تونس